# Mnèster (mim)
Mnèster (en llatí Mnester, en grec Μνήστηρ) va ser un cèlebre mim romà del temps de Calígula i Claudi.
Favorit de Calígula el va elevar als més alts nivells, el besava davant del públic i castigava al que destorbava les seves sessions. Una vegada l'emperador va castigar amb les seves mans uns cavallers romans que havien interromput la seva actuació. El dia que va morir Calígula havia representat una comèdia tràgica sobre Neoptòlem d'Atenes que segles enrere havia actuat el dia que havia mort Filip II de Macedònia a mans de Pausànies d'Orèstia l'any 336 aC.
Sota Claudi va conservar el favor imperial. Va ser un dels nombrosos amants de Poppea Sabina (mare de Poppea Sabina, la dona de Neró) i de Valèria Messal·lina, la dona de Claudi. Al principi Mnèster va rebutjar les propostes de Messalina pel temor de Claudi, però ella tenia gran poder de convicció i l'emperador els va deixar fer, i fins que l'emperadriu no va agafar va agafar com a amant Gai Sili, Mnèster va ser el seu favorit. L'emperadriu el va obligar a abandonar els escenaris el que va provocar alguns aldarulls a Roma, que Claudi va resoldre en part dient que Mnèster pertanya a la seva dona i que no tenia poder per fer-lo actuar. Quan Claudi va obtenir un triomf per la campanya de Britànnia, l'any 44, es van recollir una gran quantitat de monedes de bronze de Calígula i es van fondre per fer diverses estàtues de Mnèster.
Va estar involucrat en la caiguda de Messalina, i Claudi després el va fer matar.